# Каунас
Ка́унас (лит. Kaunas [ˈkɐʊˑn̪ɐs̪]; до 1917 года — Ко́вно, Ко́вна) — второй по величине и значению город Литвы после Вильнюса. Образует Каунасское городское самоуправление, административный центр Каунасского районного самоуправления, в состав которого не входит. В 1919—1939 годах — временная столица Литовской Республики. Архитектура города Каунаса периода первой половины XX века (в стиле модернизма) в 2023 году объявлена объектом Всемирного наследия ЮНЕСКО.
Население города на 1 января 2023 года составляло 319 790 человек.

## История

### Название
Название города возводят к балтийскому корню Kau, означающему «низкое, топкое, болотистое место» либо выводят из литовского имени Каунас. Кем был Каунас — неизвестно, считается, что он мог быть правителем замка.
Первая известная запись названия города на литовском языке относится к 1656 году: в списках лиц, принявших присягу на верность в Пруссии, бывшая жительница города Густене Мачюлайтене подписалась как «naszle isz kauno» («вдова из Ковно»).
До 1917 года на русском языке город официально назывался Ковно или Ковна.
- Гравюра Томаша Маковского с панорамой Каунаса. На гравюре представлены три варианта написания названия города — Kauna, Kowna и Kowno. Около 1600 г.
- Панорама и описание города Каунаса (в тексте книги — Kauna, Kouno и Counum) из книги Якоба Коппмайера Theatrum cosmograhico historicum tertium… Аугсбург, 1686 г.
- Город Ковна на карте Ковенской губернии, 1913 г.

### История
Первое упоминание в летописях относится к 1361 году, когда был построен кирпичный Каунасский замок. В 1362 году замок захвачен после осады и разрушен Тевтонским орденом. Это была одна из крупнейших и важных военных побед тевтонских рыцарей в XIV веке в войнах против Литвы. Каунасский замок был перестроен в начале XV века.
В 1408 году город получил от литовского князя Витовта Магдебургское право и в 1413 году стал центром повета в Трокском воеводстве. Власть самоуправления Каунаса была поделена между тремя основными взаимосвязанными институтами: войтом (vaitas), магистратом (12 выборных советников и 4 бургомистра) и так называемым «Судом Скамьи» (12 человек). Каунас начал приобретать известность, поскольку находился на пересечении торговых путей.
- Каунасский замок
- Вид на Ковно (ныне Каунас), 1915 г.
- Вид на Каунас с холма Алексотас

В 1441 году Каунас вступил в Ганзейский союз (было открыто его торговое представительство — единственное в Великом княжестве Литовском). Город начал играть важную роль в экономике региона Балтийского моря и Великом княжестве Литовском. В городе были построены первая школа, общественная больница, аптека, росла его важность как центра торговли с Западной Европой и речного порта. В 1657 и 1708 годах в Каунасе бушевала чума. В 1731 и 1732 годах пожары уничтожили часть города.
В XVII—XVIII веках Великое княжество Литовское, вошедшее в Речь Посполитую, пришло в упадок. В результате третьего раздела Речи Посполитой в 1795 году город вошёл в состав Российской империи. Экономическое положение постепенно улучшалось, но в 1812 году в ходе вторжения в Россию армия Наполеона проходила через Ковно, и город понёс серьёзные разрушения.
Ковенская губерния с центром в Ковно (ныне Каунас) образована в 1843 году. В том же году начала выходить первая газета в городе — «Ковенские губернские ведомости». В 1862 году построена железная дорога, связавшая Россию и Германию, что сделало Ковно важным железнодорожным узлом. Чтобы защитить западные границы Российской империи, возведена Ковенская крепость.
В 1863 году, после неудачного Январского восстания, резиденцию епископа Жемайтии Мотеюса Валанчюса перенесли из Варняй в Ковно. Вскоре Каунасская духовная семинария стала одним из центров литовского национального возрождения. Многие из студентов семинарии активно занимались контрабандой запрещенных литовских книг. В 1884 году студенты семинарии начали печатать газету «Литва» (лит. Lietuva) на литовском языке.
Во время Первой мировой войны город был занят немецкими войсками. В 1919 году, когда польская армия заняла Вильно, Каунас стал временной столицей Литвы. Этот статус город имел до 1939 года. Первый президент Литвы Антанас Сметона и все последующие президенты межвоенного периода работали в президентском дворце в Каунасе.
В 1920 году в Каунасе был собран Учредительный сейм Литвы, положивший начало законодательной системе государства. Сейм принял ряд важных законов: о земельной реформе, национальной валюте, а также новую конституцию. Во времена независимости Литовской Республики Каунас разросся. Город называли «маленьким Парижем» за его богатую культурную и академическую жизнь, архитектуру и широко распространённую культуру кафе. Временная столица имела западный уровень жизни с достаточно высокими зарплатами. В то время квалифицированные рабочие зарабатывали очень похожие реальные зарплаты с рабочими в Германии, Италии и Франции, а промышленное производство Литвы увеличилось на 160 % с 1913 до 1940 года. Каунас являлся тогда самым большим городом в Литве и быстро рос. Были спланированы и построены новые пригороды (в частности, район Жалякальнис), город расширился с 18 до 40 км². В 1924 году начали курсировать автобусы, в 1928 году построен водопровод, построены три современных моста через реку Нерис и Нямунас. Большую роль в развитии города в тот период времени сыграл его бургомистр Йонас Вилейшис. В результате Каунас стал активным участником европейской городской жизни.
Город также был особенно важным центром для Вооружённых сил Литвы. В январе 1919 года во время литовских войн за независимость открыто Каунасское военное училище, которое начало готовить офицеров. В мае 1919 года в районе Фрэда был основан Литовский государственный авиационный завод, чтобы отремонтировать и снабжать армию военными самолётами. В Каунасе начали изготавливать литовский военный самолёт АНБО.
Во время Второй мировой войны передовые части немецких войск вечером 24 июня 1941 года вошли в город (переправлялись через реку на корабле — мост через Неман был взорван), который контролировался отрядами пронемецкого Литовского фронта активистов (ЛФА), поднявшего восстание в первый день войны:

…К вечеру подошли к Каунасу. Проходя мимо аэродрома, увидели десятки повреждённых и сожжённых самолётов, разрушенные ангары и взлётное поле в воронках. Сначала по мосту в Каунас прошла 188 сд. К 21 часу батальон капитана Редюка также вошёл в город. Однако не успели все подразделения 336-го сп перейти мост, как он был взорван. При попытке 190-го сп перейти реку по разрушенному мосту были обстреляны. Пулемётный и автоматный огонь вёлся с чердаков и из окон. С костёла Каунаса стреляло три пулемёта. У некоторых командиров в городе на квартирах проживали семьи. Эти командиры с отдельными группами солдат переправлялись в город на подручных средствах. Многие члены семей были убиты (повешены).
…5 сд форсирует Неман на подручных средствах и вплавь в 8-10 км юго-восточнее Каунаса. Из-за отсутствия ГСМ и переправочных средств всё тяжёлое вооружение и техника были уничтожены.
— ветеран 5 сд П. С. Коновалов «10 лет в бою»

В Каунасе, из которого ушли части Красной армии, не было ни одного соединения РККА, перед которым была бы поставлена задача, охранять какие бы то ни было объекты, за исключением мостов через Неман и туннеля у железнодорожного вокзала. Оставшиеся в городе литовские милиционеры пытались 22 июня не допустить вооружённых людей на радиостанцию, которая очень скоро была захвачена агентами 2-го отдела абвера.
— 
25 июня литовские националисты устроили погром в Вилиямполе (Слободке), убив не менее 800 евреев.
Части регулярной германской армии вошли в Каунас 25 июня. Первым приказом оккупационных властей было запрещено организовывать почётный приём немецкой армии, никаких плакатов, никто не может показываться на улице при проходе первых частей.
1 августа 1941 года Временное правительство Литвы[уточнить] по приказу немецких военных комендантов утвердило «Положение о евреях», согласно которому евреям предписывалось проживать исключительно в специальных районах проживания — гетто. В Каунасе таким районом был пригород Вилиямполе (ранее — Слободка), куда принудительно заселили 30 тысяч евреев Каунасское гетто.
1 августа 1944 года в город вошли части 5-й армии 3-го Белорусского фронта Красной Армии. За отличие в боях при освобождении Каунаса 21 воинской части было присвоено почётное наименование «Ковенских», 30 воинских частей наградили орденами за освобождение города и проявленные при этом доблесть и мужество. Перед отступлением немцы взорвали важные объекты инфраструктуры: электростнации, мосты, железнодорожный тунель, вокзал и многие промышленные предприятия.
После восстановления советской власти в Литве, в Каунасе и его окрестностях партизанские отряды лесных братьев начали свою деятельность, которая была в основном подавлена к 1953 году. 2 ноября 1956 года, в День всех усопших верных в связи с Венгерской революцией в городе прошли антикоммунистические демонстрации молодёжи, которые привели к столкновениям с милицией. В результате были проведены аресты участников.
14 мая 1972 года 19-летний Ромас Каланта в знак протеста против советской власти в Литве совершил самосожжение рядом с фонтаном около музыкального театра на Лайсвес аллее (Свободы; лит. Laisvės). Это вызвало в городе массовые протесты, которые были быстро подавлены.
В советское время в Каунасе открывались заводы легкой и тяжелой промышленности: Каунасский автобусный завод, предприятия по производству строительных материалов, мебели, бумаги, стекла, текстиля, трикотажа. В 1960 году открыта Каунасская ГЭС. В 1966 году открылась троллейбусное сообщение. В 1950 году был реорганизован университет. Гуманитарные факультеты переехали в Вильнюс, а на основе оставшихся были открыты политехнический институт и медицинский институт.
В конце 1980-х годов в Каунасе усилилось антикоммунистическое движение. 10 июня 1988 года было сформировано местное отделение организации «Саюдис», а 9 октября этого же года флаг Литвы поднят над башней Военного музея Витовта Великого (лит. Vytauto Didžiojo karo muziejus). 16 февраля 1989 года, в годовщину принятия акта о независимости Литвы 1918 года, кардинал Винцентас Сладкявичюс на проповеди в Каунасском кафедральном соборе впервые призвал к отделению от СССР. После окончания мессы в центре города прошли торжества, посвящённые установке нового монумента Свободы на месте снесённого после войны советскими властями, в которых, по некоторым данным, приняло участие около 200 тысяч человек.
11 марта 1990 года Литва провозгласила независимость. Во время январских событий 1991 года, после захвата советскими войсками зданий радио и телевидения в Вильнюсе, единственная литовская телевизионная программа транслировалась из Каунаса. 31 августа 1993 года город покинули последние подразделения Северо-Западной группы войск российской армии.
В 1993 году утверждён новый герб Каунаса. Городская экономика постепенно трансформировалась в такие сферы обслуживания, как логистика, транспорт, туризм и информационные технологии. В сентябре 1993 года Каунас посетил, во время своего визита в Литву, папа римский Иоанн Павел II, совершив мессу и встретившись с молодёжью на стадионе имени Дарюса и Гиренаса. Во встрече приняло участие около 30 тысяч человек.
Уроженцы Каунаса Витаутас Ландсбергис и Валдас Адамкус стали главами государства соответственно в 1990 и 1998 годах.
С 1997 года проводится биеннале текстильного искусства.
29 марта 2017 года Каунас назван культурной столицей Европы 2022 года.

### Герб
Геральдическая печать Каунаса, введённая в начале XV века во время правления великого князя литовского Витовта (лит. Vytautas), является самой старой городской геральдической печатью, известной на территории Великого княжества Литовского. На городских гербовых печатях с XV века изображался тур, с конца XV века его дополнил крест. С 1843 года на гербе Ковенской губернии изображался установленный на Ратушной площади памятник в память Отечественной войны 1812 года.
2 мая 1935 года городской совет Каунаса утвердил герб с изображением на пурпурном фоне белого тура с золотыми копытами, и крестом между рогами. С 1969 использовался герб с изображением на красном фоне белого зубра. Декретом президента Литовской Республики 30 июня 1993 года был восстановлен исторический герб города Каунаса: на красном щите белый тур с золотым крестом между рогами.
Каунас также имеет большой герб, в котором изображены корабль, три золотых шара и латинский текст «Diligite justitiam qui judicatis terram». Большой герб относится к Святому Николаю, покровителю купцов и моряков, которого королева Бона Сфорца считала небесным хранителем Каунаса.

## Физико-географическая характеристика

### География
Город расположен почти в самом центре Литвы, у впадения реки Вилии (Нярис, лит. Neris) в Неман (Нямунас, лит. Nemunas) вблизи Каунасского водохранилища, в 104 км к северо-западу от Вильнюса. Каунас поднимается примерно на 70-80 м над уровнем моря. Самая высокая точка города находится окола IX форта (100,1 м), самая низкая — в западной части города, вблизи правого берега Немана, расположено озеро Лампедис. Центральная часть города расположена между реками в окружении трёх холмов — Жалякальнис, Алексотас и Шилайняй. Площадь города — 157 км². Парки, сады и заповедники занимают 8329 гектаров. Имеется обрыв у реки Иеся (лит. Jiesia) — памятник геологии — обнажение Року (лит. Rokų atodanga), однo из самых высоких в Литве.

### Климат
В городе умеренно континентальный климат с чертами морского.
| Показатель                                             | Янв.  | Фев.  | Март  | Апр. | Май  | Июнь | Июль | Авг. | Сен. | Окт.  | Нояб. | Дек.  | Год   |
| ------------------------------------------------------ | ----- | ----- | ----- | ---- | ---- | ---- | ---- | ---- | ---- | ----- | ----- | ----- | ----- |
| Абсолютный максимум, °C                                | 9,5   | 14,8  | 20,2  | 27,9 | 31,4 | 32,8 | 34,9 | 35,1 | 30,9 | 23,9  | 16,7  | 10,9  | 35,1  |
| Средний суточный максимум, °C                          | −2,6  | −1,4  | 3,5   | 10,7 | 17,9 | 21,0 | 22,2 | 21,9 | 16,7 | 10,8  | 4,0   | 0,0   | 10,4  |
| Средняя температура, °C                                | −5,2  | −4,3  | −0,4  | 5,8  | 12,4 | 15,8 | 16,9 | 16,4 | 11,9 | 7,1   | 1,8   | −2,3  | 6,3   |
| Средний суточный минимум, °C                           | −8,5  | −7,6  | −3,6  | 1,8  | 7,3  | 10,9 | 12,4 | 11,8 | 8,1  | 4,0   | −0,5  | −4,9  | 2,6   |
| Абсолютный минимум, °C                                 | −35,8 | −36,3 | −26,3 | −12  | −3,7 | 0,1  | 2,1  | 0,3  | −3   | −13,7 | −16,7 | −28,5 | −36,3 |
| Норма осадков, мм                                      | 39    | 31    | 35    | 42   | 55   | 69   | 80   | 78   | 56   | 45    | 53    | 47    | 630   |
| Источник: Гонконгская обсерватория «Thermo Karelia.Ru» |       |       |       |      |      |      |      |      |      |       |       |       |       |

## Население
В 1989 году население составляло 418 087 человек, по данным переписи населения 2001 года — 381 300, в 2004 году — 368 917, в 2022 году — 301 300. Согласно регистру Литвы, на 1 января 2023 года в городе было 319 790 жителей.
В таблице приведена динамика населения города Каунаса на протяжении его истории. Как видно, наибольшим было увеличение населения в советский период за счёт миграции литовских крестьян в города и некоторого притока мигрантов из других республик Советского Союза. Исторический максимум населения в городе был достигнут в начале 1990-х, когда в черте города проживало порядка 430 тыс. жителей. Дальнейшее уменьшение связано как с миграцией в страны Западной и Северной Европы (Великобританию, Норвегию, Ирландию, Германию и др.) – из-за эмиграции за границу, в 2001—2020 годах Каунас потерял 55,6 тыс. жителей, в столицу — Вильнюс, так и с субурбанизацией, переселяясь в Каунасский район, население в котором выросло с 81 615 чел. в 2001 году до 111 355 чел. в 2023 году. В конце 2010-х годов, население города Каунас стабилизировалось, а в начале 2020-х годов — начало опять расти.
Город образует агломерацию: с Каунасом слились такие поселения как город Гарлява (12 тыс. жителей), Домейкава (более 5 тыс.), Раудондварис (более 5 тыс.), Кармелава, Академия, Неверонис, Норейкишкес, Рамучяй, Гирайте, Теляйчяй и ряд других.
| Население города в XVI—XIX веках, тыс. жителей | Население города в XX—XXI веках, тыс. жителей |
| ---------------------------------------------- | --------------------------------------------- |
|                                                |                                               |

| Численность населения Каунаса по годам | Численность населения Каунаса по годам | Численность населения Каунаса по годам | Численность населения Каунаса по годам | Численность населения Каунаса по годам | Численность населения Каунаса по годам | Численность населения Каунаса по годам | Численность населения Каунаса по годам | Численность населения Каунаса по годам | Численность населения Каунаса по годам |
| сер. XVI века                          | нач. XVII века                         | 1670-е                                 | 1764                                   | 1773                                   | 1796                                   | 1813                                   | 1825                                   | 1840                                   | 1860                                   |
| -------------------------------------- | -------------------------------------- | -------------------------------------- | -------------------------------------- | -------------------------------------- | -------------------------------------- | -------------------------------------- | -------------------------------------- | -------------------------------------- | -------------------------------------- |
| 8 000                                  | ↗15 000                                | ↘4 500                                 | ↗28 000                                | ↘22 000                                | ↘8 500                                 | ↘3 000                                 | ↗5 000                                 | ↗8 500                                 | ↗23 300                                |
| 1879                                   | · 1897                                 | 1914                                   | 1922                                   | · 1923                                 | 1931                                   | 1939                                   | 1940                                   | 1945                                   | 1946                                   |
| ↗40 000                                | ↗73 543                                | ↗97 410                                | ↘84 352                                | ↗92 000                                | ↗100 000                               | ↗155 460                               | ↘154 000                               | ↘80 000                                | ↗125 000                               |
| · 1959                                 | 1966                                   | · 1970                                 | · 1979                                 | · 1989                                 | 1991                                   | 1995                                   | 1999                                   | · 2001                                 | 2004                                   |
| ↗214 000                               | ↗275 000                               | ↗305 600                               | ↗370 000                               | ↗418 087                               | ↗433 200                               | ↘416 605                               | ↘390 623                               | ↘378 943                               | ↘366 652                               |
| 2005                                   | · 2011                                 | 2013                                   | 2016                                   | 2017                                   | 2019                                   | 2020                                   | · 2021                                 | 2022                                   | 2023                                   |
| ↘361 274                               | ↘315 933                               | ↘307 498                               | ↘297 669                               | ↘290 068                               | ↘286 763                               | ↗289 364                               | ↗298 753                               | ↗301 300                               | ↗319 720                               |

 ·  – Согласно результатам переписи населения

### Этнический состав
В отличие от Вильнюса и Клайпеды, Каунас — один из самых моноэтничных городов Литвы. Литовцы составляют 94 % его населения. Этнический состав по переписи 2021 года:
- Литовцы — 94,37 %;
- Русские — 2,89 %;
- Украинцы — 0,32 %;
- Поляки — 0,36 %;
- Белорусы — 0,18 %;
- Прочие — 0,42 %;
- Не указали национальность — 1,44 %.

В прошлом город был более многонациональным. По данным Всероссийской переписи 1897 года, горожане указали следующие родные языки: еврейский (идиш) — 25 052, русский — 18 308, польский — 16 112, литовский — 4092, немецкий — 3340.
В Российской империи часть полонизированной литовской элиты учитывалась как поляки, а имена и фамилии записывались по славянской традиции. За период с 1919 по 1939 годы население Каунаса удвоилось преимущественно за счёт роста литовского населения города. В столичный период меньшинства имели свои школы (Каунасская реальная еврейская гимназия, Каунасская частная польская гимназия имени Адама Мицкевича, каунасская реальная немецкая гимназия, каунасская русская гимназия), культурные организации, книжные магазины, банки (например, Общество кредитов каунасских поляков, «Польский банк» и др.). Издавались книги на идише, русском, польском языках, выходили газеты (еврейские газеты Jidishe shtime и Folksblat). При Каунасском университете действовала кафедра семитологии, руководил которой Хаим Нахман Шапиро. Популярным был литератор-модернист Элиэзер Хейман.
Этнический состав города Каунас по переписи 2011 г.:
- Литовцы — 93,63 %
- Русские — 3,77 %
- Украинцы — 0,39 %
- Поляки — 0,36 %
- Белорусы — 0,12 %
- Евреи — 0,09 %
- Немцы — 0,08 %
- Прочие — 1,56 %

Этнический состав населения Каунаса по переписи 2001 г.:
- Литовцы — 92,9 %
- Русские — 4,4 %
- Украинцы — 0,5 %
- Поляки — 0,4 %
- Прочие — 1,8 %

Этнический состав населения Каунаса в 1937 г.:
- Литовцы — 61,1 % (66 146)
- Евреи — 25,5 % (27 580)
- Поляки — 3,9 % (4 218)
- Немцы — 3,3 % (3 613)
- Русские — 3,3 % (3 544)
- Прочие — 2,9 % (3 095)

Согласно данным переписи жителей Литвы 1923 года:
- Литовцы — 58,97 % (54 520)
- Евреи — 27,09 % (25 044)
- Поляки — 4,54 % (4193)
- Немцы — 3,54 % (3269)
- Русские — 3,15 % (2914)
- Белорусы — 0,18 % (171)
- Латыши — 0,13 % (123)
- Прочие — 2,39 % (2 212)

Языковой состав населения Каунаса по переписи 1919 года:
- Поляки — 42 %
- Евреи — 31 %
- Литовцы — 16 %
- Русские — 1,5 %
- Прочие — 1,0 %

Языковой состав населения Ковны по переписи 1897 года:
- Евреи — 35,32 %
- Русские — 25,82 %
- Поляки — 22,72 %
- Литовцы — 6,62 %
- Немцы — 4,71 %
- Татары — 1,53 %
- Белорусы — 1,35 %
- Чуваши — 0,43 %
- Украинцы — 0,33 %
- Карелы — 0,33 %
- Прочие — 0,84 %

## Достопримечательности
Каунас сохранил значительное число архитектурных памятников, среди которых — Каунасский замок, ратуша, готическая базилика св. Петра и Павла, церковь Святого Михаила Архангела, Ковенская крепость, Дом Перкуна и др. В городе действуют 26 библиотек, 7 профессиональных и 10 любительских театров, 20 фольклорных ансамблей. В Каунасе проходит Каунасский джазовый фестиваль Kaunas Jazz и музыкальный фестиваль классической музыки «Пажайслис». Одно из самых значительных культурных событий — дни города Каунаса. День города отмечается 20 мая. В этот день в 1463 году князь Казимир IV подтвердил и расширил права города. Основные праздничные мероприятия проходят в течение нескольких дней на улицах старого города, недалеко от Каунасского замка.
Некоторые из наиболее выдающихся достопримечательностей Каунаса:
- Лайсвес аллея, двухкилометровая главная улица города, вдоль которой высажены липовые деревья, и её продолжение — улица Вильняус, ведущая к Старому городу.
- Каунасский замок, XIV век;
- Церковь Витаутаса, одна из самых старых церквей Литвы и самая старая в Каунасе;
- Костёл Святой Гертруды в Каунасе;
- Костёл Святого мученика Георгия, здание в готическом стиле;
- Собор Святых Петра и Павла, самое большое готическое строение в Литве с интерьером в стиле позднего барокко;
- Пажайслисский монастырь, комплекс сооружений в стиле барокко;
- Костёл Святого Франциска Ксаверия;
- Церковь Святого Михаила Архангела в неовизантийском стиле;
- Могила неизвестного солдата, Вечный огонь и памятник литовскому национальному возрождению; расположены на площади Единства напротив Военного музея;
- Костёл Воскресения Христова с захватывающим панорамным видом на город;
- Каунасский зоопарк, единственный работающий государственный зоопарк в Литве;
- Ковенская крепость, одно из самых больших оборонительных сооружений XIX—XX веков в Европе, занимающее 65 км². С 1882 года было построено кольцо крепостных фортов вокруг города: всего 9 фортов, 12 батарей. После Первой мировой войны крепость потеряла своё военное значение.
- Каунасский ботанический сад;
- Дом-Банкнота[55]
- Холм Наполеона;
- Хоральная синагога;
- Дом Перкунаса;
- Каунасская филармония;
- Ратуша (внутри музей города, смотровая площадка) и ратушная площадь;
- два фуникулёра — в Жалякальнисе и Алексотасе;
- Мечеть Каунаса;
- Пантеон Пятрашюнское кладбище;
- Литовский этнографический музей под открытым небом — расположен к востоку от Каунаса на берегу Каунасского водохранилища в городе Румшишкес;
- Каунасский центр культур разных народов;
- Океанариум в торговом центре «Мега»[56]

### Музеи
Каунас часто называют городом музеев за их изобилие. Музеи Каунаса включают в себя:
- Военный музей Витовта Великого;
- Национальный художественный музей имени М. К. Чюрлёниса, включающий работы начала XX века авангардного автора М. К. Чюрлёниса, который объединял живопись и музыку в одно произведение искусства;
- Музей Жмуйдзинавичюса (более известный как Музей чертей) — единственный в мире музей чертей, который хранит коллекцию из более чем двух тысяч скульптур и высеченных фигур чертей со всего мира, большинство из которых народного происхождения. Особенный интерес вызывают черти Адольфа Гитлера и Иосифа Сталина, вместе танцующих танец смерти на человеческих костях;
- Каунасская картинная галерея
- Художественная галерея им. М. Жилинскаса (лит. M. Žilinsko dailės galerija), в галерее собраны произведения искусства от Древнего Египта до Импрессионизма, образцы китайского и японского фарфора. Среди Европейского изобразительного искусство есть работы Хосе де Рибера, Арнольда Бёклина и Рубенса.
- Музей Холокоста IX форт
- Литовский музей авиации;
- Музей литовской литературы им. Майрониса;
- Музей истории медицины и фармакологии Литвы;
- Исторический президентский дворец, показывающий выставки межвоенного периода;
- Каунасский музей для слепых;
- Музей литовских народных музыкальных инструментов имени Повиласа Стульги;
- Зоологический музей Тадаса Иванаускаса;
- Дом-музей Сугихары;
- Музей Керамики;
- Музей истории связи;
- Музей ссылок и сопротивления советской оккупации;
- Так называемая подпольная типография AB была частью прессы движения ненасильственного сопротивления в период Советского союза. В наши дни это подразделение Каунасского Музея войны, расположенное в восьми километрах к северу от Каунаса, в маленькой деревне Салиу, около города Домейкава. Несмотря на регулярную работу типографии AB, она не была обнаружена КГБ[57]. Она была включена в Реестр неподвижного культурного наследия Литвы в 1999 году[58].
- Квартиры некоторых известных жителей Каунаса были превращены в музеи: Адам Мицкевич, Балис Сруога, Юозас Тумас, Саломея Нерис, Юозас Зикарас, Винцентас Сладкявичюс[59].

### Театры
Каунас отличается разнообразием культурной жизни. Каунасский симфонический оркестр — основное место проведения классических музыкальных концертов. В Каунасе существует старая цирковая традиция. В начале XIX века в парке Витовта в Каунасе был основан постоянный цирк. Единственная цирковая организация в Литве — Балтийский цирк, была основана в Каунасе в 1995 году. Каунасские театры играют важную роль в жизни литовского общества. Существует по меньшей мере семь профессиональных театров, множество любительских театров, ансамблей, групп искусства и спорта. Примерами представителей культурной жизни Каунаса являются театры различных направлений:
- Каунасский государственный академический драматический театр (лит. Kauno valstybinis akademinis dramos teatras)
- Каунасский государственный музыкальный театр (лит. Kauno valstybinis muzikinis teatras)
- Каунасский государственный театр кукол (лит. Kauno valstybinis lėlių teatras)
- Каунасский камерный театр молодёжи (лит. Kauno jaunimo kamerinis teatras)
- Каунасский театр пантомимы
- Каунасский танцевальный театр Аура

### Памятники и монументы
В Каунасе много памятников и скульптур. Большинство памятников, установленных в Каунасе в межвоенные годы, были уничтожены во время советской оккупации, но все были восстановлены после восстановления литовской государственности.
Неполный список памятников:
- Памятник «Свобода» (1928 г.). Разрушен в советское время, восстановлен в 1989 году (автор Юозас Зикарас).
- Памятник Витовту Великому (1932 г.). Разрушен в советское время, восстановлен в 1990 году (автор Винцас Грибас).
- Памятник литовским солдатам «Мы умерли за Родину» (1930 г.). Разрушен в советское время, восстановлен в 1995 году.
- Монумент в память о полёте С. Дарюса и С. Гиренаса (1993 г.)
- Памятник Ромасу Каланте, увековечивающий место его гибели (2002 г.)
- Скульптура «воин свободы» (2018 г.)[61]

### Архитектурный модернизм 1919—1939 годов
Каунасская межвоенная архитектура объединяет общие архитектурные и стилистические особенности отражающие модернизм западного стиля. Наибольшее влияние на литовских архитекторов оказало появление в Германии архитектуры Баухауз (нем. Bauhaus), которая стремилась сочетать функциональность с эстетикой. Зданиям характерны минималистичные и ритмично повторяющиеся архитектурные формы, гармония фасадов и игра геометрических фигур. Однако в литовском контексте его дополняли декоративные детали и национальные орнаменты. Сформировался местный стиль каунасского модернизма.
Среди зданий, которые больше всего отражают этот стиль — дом офицеров, центральное почтовое отделение, костёл Воскресения Христа, Военный музей имени Витаутаса Великого и другие. Всего за этот период в Каунасе было построено около 12 тысяч зданий.
Наиболее важными архитекторами каунасского модернизма были Феликсас Визбарас (1880—1966), Витаутас Ландсбергис-Жемкалнис (1893—1993), Эдмундас Альфонсас Фрикас (1876—1944), архитектор русского происхождения Владимир Дубенецкий (1888—1932), латышский Карлис Рейсонс (1894—1981) и другие.
В марте 2015 года межвоенные здания Каунаса получили награду — Знак европейского наследия. В 2017 году Каунасская межвоенная архитектура была включена в предварительный список объектов всемирного наследия ЮНЕСКО.

### Парки и природа
В городе много охраняемых территорий и заповедников, где можно найти животных, занесённых в Красную книгу Литвы. Самые красивые из парков и открытых публичных пространств — это Ажуолинас, Пажайслис и Панемуне. 7,3 % от общей площади города отводится под парки. Парк Ажуолинас (буквально «Дубрава») является главным публичным парком в центре Каунаса. Его площадь составляет 63 гектара, таким образом он является самым большим городским местом произрастания взрослых дубов в Европе.
По инициативе литовских учёных, зоолога Тадаса Иванаускаса и биолога Константинаса Регелиса, в 1923 году был основан Каунасский ботанический сад. Он служит не только как рекреационная публичная зона, но и для того, чтобы показать местную флору. Кроме того, в Каунасе находится Литовский зоопарк, единственный государственный зоопарк во всей Литве открыт в 1938 году. Территория зоопарка занимает 15,9 гектара.
Для защиты уникального нижнего пейзажа Каунасского водохранилища, его экосистему и культурное наследие, на восточной окраине Каунаса в 1992 году был основан Региональный парк Каунасского водохранилища.
В 2018 году папа римский Франциск посетил парк Сантакос в Каунасе.
- Каскады на реке Марвеле
- Парк Ажуолинас
- Монастырь Пажайслис и Каунасское водохранилище
- Kadagių slėnis – Можжевеловая долина. Познавательная тропа
- Ботанический сад

## Экономика
Каунас с середины XIX века развивался как промышленный центр. Город традиционно считался центром текстильной, пищевой и лёгкой промышленности. В конце XIX века начали работу металлообрабатывающие предприятия. В середине XX века созданы научно-исследовательские институты, развивается химические предприятия, отрасль энергетики. Каунасская ГЭС является крупнейшей в Литве. Каунас составляет 14 % всей экономической деятельности Литвы. В 2018 году Каунасский уезд создал около 20 % ВВП страны.
В настоящее время ускоренными темпами развивается транспортная отрасль, сфера услуг, туризм. В Каунасе существует большое количество торговых и развлекательных центров, гостиниц. В последнее годы информационные технологии и электроника стали частью деловой активности Каунаса. Кроме того, в городе также имеется крупные строительные компании которые занимаются коммерческим, жилищным и дорожным строительством.
Основными иностранными инвесторами в Каунасе являются компании из Швеции, США, Финляндии, Эстонии, Германии и Дании. Главные офисы нескольких крупных международных и литовских компаний расположены в Каунасе, в том числе концерн по производству продуктов питания «Kraft Foods Lietuva», крупнейший производитель универсальных фармацевтических препаратов в Литве «Sanitas», производитель спортивной одежды AB «Audimas», строительная компания «YIT Kausta», одна из крупнейших компаний в Литве, занимающаяся оптовой торговлей «Senukai», крупнейший в Литве производитель крепких алкогольных напитков «Stumbras», пивоварня «Volfas Engelman», кондитерская компания «Fazer Gardesis», производитель фармацевтических препаратов и лекарств в Литве «Aconitum». Благодаря своему географическому положению Каунас считается одним из крупнейших логистических центров в Литве. Здесь работает крупнейшая оптово-дистрибьюторская и логистическая компания в Литве «Sanitex». В Каунасе также есть несколько инновационных компаний, таких как ведущий оптовый торговец компьютерными компонентами «ACME group», провайдер интернета и телевидения «Mikrovisata group», разработчик и производитель оригинальных продуктов для телевидения «Selteka». Каунас также известен своими программистами. В городе было создано подразделение по исследованиям и разработкам «Ubiquiti Networks Europe». Каунас также является домом для «Baltijos Programinė Įranga», которое производит ведущие в мире инструменты для моделирования программного обеспечения. В 2011 году завод по сборке светодиодного освещения был открыт в Каунасе южнокорейской компанией «LK Technology».
Каунасская свободная экономическая зона, созданная в 1996 году, также привлекла много зарубежных инвесторов. В 2017 году производитель автомобильных запчастей и технологий Continental AG решил инвестировать более 95 млн евро в строительство нового завода в Каунасе.
В настоящее время Lietuvos energija вместе с компанией Fortum Heat строит Каунасскую когенерационную электростанцию (ККЭ) мощностью 200 МВт.

## Транспорт

### Международное автобусное сообщение
В городе находится самая старая пассажирская междугородная автобусная станция в Литве (основана в 1928 году, реконструирована в 2017 году). UAB Kautra, один из крупнейших литовских пассажирских перевозчиков, осуществляет автобусные перевозки на международных и местных маршрутах.
Каунас — крупный узел автомобильных дорог. Через город проходят дороги национального значения и пересекающие Литву европейские магистрали:
- Е67 (Хельсинки — Таллин — Рига — Каунас — Варшава — Прага),
- Е85 (Клайпеда — Каунас — Вильнюс — Лида — Черновцы — Бухарест — Александруполис),
- Е262 (Каунас — Укмерге — Даугавпилс — Резекне — Остров).

### Городской транспорт
В Каунасе действуют системы автобусного (58 маршрутов) и троллейбусного (16 маршрутов) сообщения, соединяющие все части города и окрестности. Оплата производится с помощью предоплаченных билетов, которые можно купить в киосках или у водителя. С 2007 года можно приобрести электронный билет, действительный в городском общественном транспорте, используя Интернет, телефон, банкоматы или за наличные деньги. Стоимость проезда — 1 евро (2019). В 2023 году власти города вновь вернулись к обсуждению возможностей построить в городе трамвайные линии.
Фуникулёры
Холмистый рельеф города способствовал открытию в 1930-х годах фуникулёров в районах Жалякальнис (1931) и Алексотас (1935). Фуникулёры является одним из старейших до сих пор работающими в Европе и имеют технологическую и архитектурную ценность. В начале 2000-х годов фуникулёры прошли капитальный ремонт, и продолжают использоваться и как транспортное средство, и как туристический аттракцион. Они выглядит точно так, как и почти столетие назад. Построенные немецкой фирмой AEG фуникулёры имеют следующие характеристики:
- вместимость вагона — до 35 человек;
- время движения — около полутора минут;
- (Жалякальнис) угол наклона 14° 39', длина — 142 м;
- (Алексотас) угол наклона 18° 00', длина — 133 м.

### Воздушное сообщение
Каунасский международный аэропорт — второй аэропорт по пассажироперевозкам в Литве. Построен в Каунасском районе у посёлка Кармелава в 1988 году. В 2005 году модернизирован. Существенное улучшение воздушного транспортного сообщения с Западной Европой сделало Каунас легко доступным для иностранных туристов. Аэропорт находится в 13 километрах от центра Каунаса. Прямыми полётами из Каунасского международного аэропорта можно добраться в 11 стран мира. Авиакомпания Ryanair 4 мая 2010 года выбрала Каунасский аэропорт первым основным пунктом назначения в регионе. Аэропорт находится в ведомстве Министерства сообщения Литовской Республики.
С 1915 в Каунасе также работает самый старый аэродром в Литве имени С. Дарюса и С. Гиренаса. В настоящее время аэродром в основном используется для спортивной и туристической авиации.

### Железная дорога
Каунасский железнодорожный вокзал — узел нескольких железнодорожных линий. Каунасский железнодорожный тоннель — первый и единственный действующий туннель в странах Балтии, был построен в 1862 году. В настоящее время по железной дороге Вильнюс — Каунас ходят пассажирские электропоезда. Главная станция сортировки и распределения грузов Каунасской железной дороги работает на железнодорожной станции Палемонас.

## Образование и наука
Каунас часто называют «городом студентов». Здесь действуют 6 высших учебных заведений, в которых обучается около 35 тысяч студентов.
Первая приходская школа в Каунасе упомянута в 1473 году. В 1649 году в Каунасе была открыта первая четырёхклассная школа иезуитов. Самым старым из действующих высших учебных заведений является Каунасская духовная семинария, основанная в 1864 году.
Качественно новый этап развития образования в Каунасе начался после восстановления литовской государственности. В 1922 году было торжественно открыто первое высшее учебное заведение в Каунасе — Литовский университет, который в 1930 году был переименован в Университет Витовта Великого.
В городе находится большое количество государственных и частных школ, гимназий и прогимназий. Здесь также функционируют различные библиотеки. Наиболее важной из них является Каунасская публичная библиотека (создана в 1950 году). В настоящее время фонды библиотеки насчитывают более 2 млн единиц хранения. Кроме этого, в Каунасе находится долина «Сантака» — центр исследований и экспериментальных разработок открытого доступа, объединяющий исследовательский потенциал перспективных областей — химических и биофармацевтических технологий, энергетики, информационных и коммуникационных технологий.
- Университет Витовта Великого (VDU)[83]
- Каунасский технологический университет (KTU)
- Университет Александраса Стульгинскиса (ASU)
- Каунасский университет прикладных наук[84]
- Литовский университет наук о здоровье (LSMU)
- Литовский спортивный университет (LSU)
- Каунасский гуманитарный факультет Вильнюсского университета
- Университет имени Миколаса Ромериса, факультет общественной безопасности
- Каунасский художественный факультет Вильнюсской художественной академии[85]

## Спорт
Спорт в Каунасе имеет долгую и славную историю. В городе различные виды спорта активно развивались в межвоенные годы. В Каунасе находятся несколько исторических клубов, таких как: Каунасский футбольный клуб (1920), Каунасский бейсбольный клуб LFLS (1922), баскетбольный клуб «Жальгирис» (1944). В хоккей в Литве впервые сыграли в 1922 году. В 1921 году Каунасский муниципалитет сдал в аренду участок земли Литовскому союзу физкультуры, где были установлены футбольное поле и беговые дорожки. В 1924 году по инициативе Степонаса Дариуса был открыт первый в независимой Литве спортивный стадион. Стадион имени С. Дарюса и С. Гиренаса (вместимость — более 9000 человек).
1934 году дворец физического воспитания, построенный рядом со стадионом, является действующий Литовский спортивный университет. В 1939 году в Каунасе открылась первая в Европе арена, специально построенная для баскетбола.
Самый популярный вид спорта в Каунасе — баскетбол. Первый баскетбольный матч в городе состоялся в 1922 году. Баскетбол стал особенно популярным после победы Литвы в 1937 году в чемпионате Европы по баскетболу. Старейшим и самым титулованным Каунасским мужским баскетбольным клубом является «Жальгирис». В Каунасе родились и провели детство много литовских звёзд баскетбола, среди которых Арвидас Сабонис, Шарунас Марчюлёнис, Римас Куртинайтис, Жидрунас Илгаускас, Линас Клейза и Шарунас Ясикявичюс. Главный стадион города — Стадион имени С. Дарюса и С. Гиренаса (вместимость — более 9000 человек). В настоящее баскетбольные матчи проходят в «Жальгирис-Арена», которая была построена в 2011 году. Это крупнейшая многофункциональная арена в Балтийских странах (вместимость — более 15 400 человек).
В мае 2018 года Шарунас Ясикявичюс, будучи тренером «Жальгириса», стал почётным гражданином Каунаса.
В межвоенные годы в Литве также начали играть в футбол. Мужская сборная Литвы по футболу сыграла первый международный турнир в 1923 году. Каунасские клубы неоднократно становились чемпионами Литвы по футболу. Многократный чемпион Литвы — ФБК Каунас. В 2011 году была создана национальная футбольная академия.
В региональном парке Каунасского водохранилища проводятся соревнования по парусному спорту.

## Города-побратимы
У Каунаса есть следующие города-побратимы и области-партнёры:
- Белосток, Польша
- Брешиа, Италия
- Брно, Чехия
- Векшё, Швеция
- Вестфолл, Норвегия
- Вроцлав, Польша
- Гренобль, Франция
- Кава-де-Тиррени, Италия
- Линчёпинг, Швеция
- Липпе, Германия
- Лос-Анджелес, США
- Луцк, Украина
- Львовская область, Украина
- Мыслибуж, Польша
- Оденсе, Дания
- Ренде, Италия
- Рига, Латвия
- Сямынь, КНР
- Тампере, Финляндия
- Тарту, Эстония
- Феррара, Италия
- Харьков, Украина
- Хордаланн, Норвегия

## Известные жители и уроженцы
- Адам Мицкевич (1798—1855) — польский поэт.
- Майронис (1862—1932) — литовский поэт, выдающийся представитель литовского романтизма, католический священник.
- Эмма Гольдман (1869—1940) — американская политическая активистка и писательница. Сыграла ключевую роль в развитии политической философии анархизма в первой половине XX века.
- Мстислав Добужинский (1875—1957) — русский и литовский художник.
- Михал Ромер (1880—1945) — литовский юрист, общественно-политический деятель. Один из идеологов восстановления независимости Литвы.
- Тадас Иванаускас (1882—1970) — литовский зоолог, академик.
- Варвара Степанова (1894—1958) — советская художница-авангардистка, жена Александра Родченко.
- Александр Купстас (1898—1964) — литовский советский актёр театра, режиссёр.
- Бен Шан (1898—1969) — американский художник и фотограф.
- Эммануэль Левинас (1906—1995) — французский этический философ.
- Мария Гимбутас (1921—1994) — литовский и американский археолог, культуролог.
- Донатас Банионис (1924—2014) — советский и литовский актёр театра и кино.
- Валдас Адамкус (род. 1926) — бывший президент Литвы.
- Альгимантас Насвитис (1928—2018) — литовский архитектор, профессор.
- Юргис Мачюнас (1931—1978) — литовский и американский художник, один из основателей и художественного течения Флюксус.
- Витаутас Ландсбергис (род. 1932) — литовский политик, общественный деятель. Почётный председатель литовского политического движения за независимость «Саюдис».
- Альгимантас Видугирис (1936—2010) — кинорежиссёр, кинооператор, сценарист.
- Аудрис Юозас Бачкис (род. 1937) — литовский кардинал и ватиканский дипломат.
- Стасис Повилайтис (1947—2015) — литовский эстрадный певец.
- Ромас Каланта (1953—1972) — литовский диссидент. Стал известен после акта самосожжения в знак протеста против советской власти в Литве. Посмертно награждён орденом Креста Витиса[90].
- Римас Куртинайтис (род. 1960) — литовский баскетболист и тренер.
- Шарунас Марчюлёнис (род. 1964) — литовский баскетболист.
- Арвидас Сабонис (род. 1964) — литовский баскетболист.
- Артурас Зуокас (род. 1968) — литовский политик и предприниматель, бывший мэр Вильнюса.
- Шарунас Ясикявичюс (род. 1976) — литовский профессиональный баскетболист и тренер.
- Рута Мейлутите (род. 1997) — литовская пловчиха, олимпийская чемпионка.

### Почётные граждане города
Частичный список почётных граждан Каунаса:
- Витаутас Ландсбергис-Жямкальнис (1893—1993) — литовский архитектор, общественный и политический деятель.
- Бернардас Бразджёнис (1907—2002) — литовский поэт и критик.
- Винцентас Сладкявичюс (1920—2000) — литовский кардинал, марианин.
- Стасис Лозорайтис (1924—1994) — литовский дипломат и политический деятель.

## Галерея
- Монастырь Пажайслис
- Интерьер в Пажайслисском монастыре
- Собор Святых Петра и Павла
- Интерьер Каунасского собора
- Костёл Святой Троицы. Памятник Мотеюсу Валанчюсу
- Кармелитский костёл
- Памятник Витовту Великому
- Мечеть Каунаса
- Каунасский евангелическо-лютеранский храм
- Хоральная синагога Каунаса
- Православная церковь Воскресения Христова
- Старый город
- Костёл Святого мученика Георгия
- Костёл Святой Гертруды
- Костёл Витовта на берегу реки Неман
- Костёл Святого Франциска Ксаверия

## Топографические карты
- Лист карты N-34-XII Каунас. Масштаб: 1 : 200 000.